# Dinastía saffarí

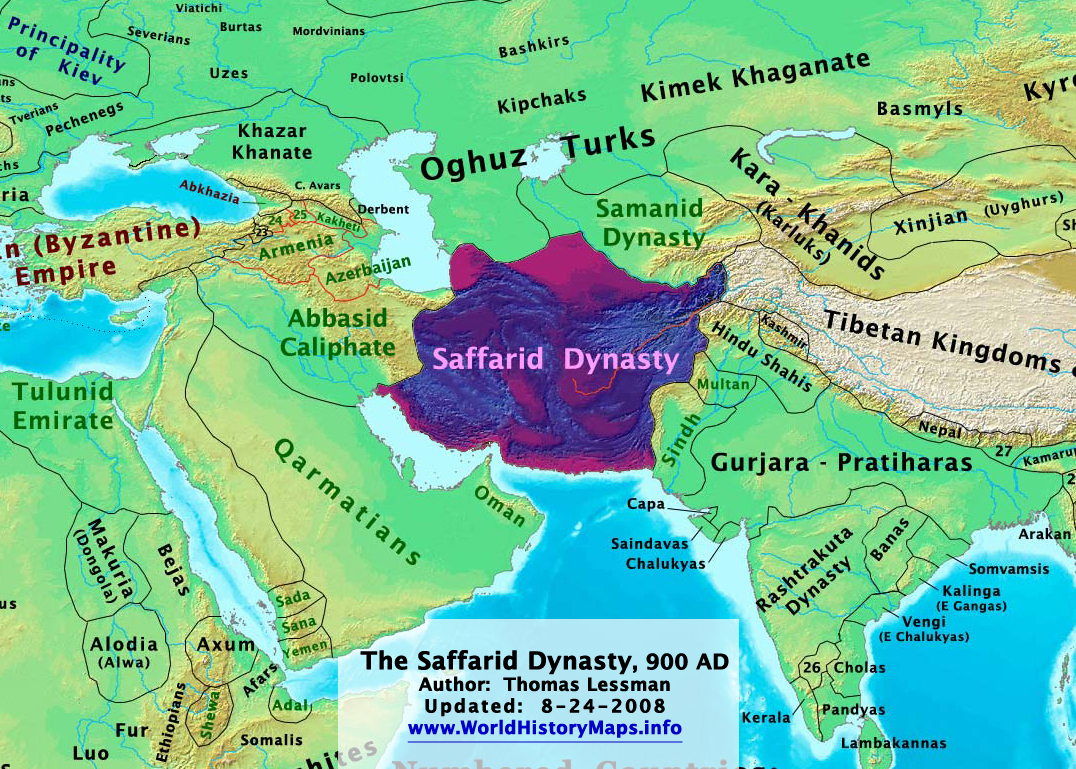
La dinastía saffarí y sus vecinos en el año 900.

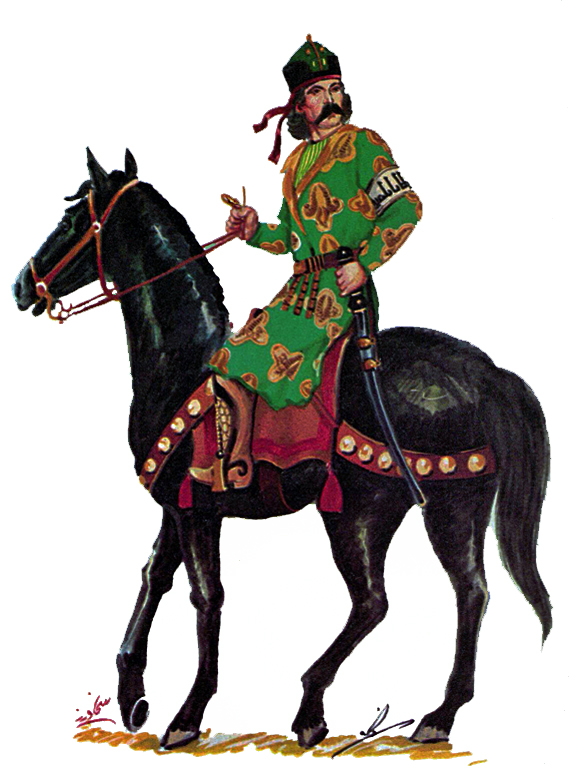
Soldado saffarí persa iranio.

La dinastía saffarí (en persa: سلسله صفاریان‎ Sasah ṣafāryān) gobernó entre 861 y 1003 en Sistán, en el sureste del actual Irán y suroeste de Afganistán. Fue la primera dinastía surgida en Irán tras la conquista musulmana de Persia que trató de mantener elementos de la cultura local —entre ellos el cultivo cortesano de la lengua persa— junto a la religión islámica, introducida por los árabes.
La capital safárida estaba en Zaranj (ahora en Afganistán). La dinastía fue fundada —y de él tomó su nombre— por Ya'qub bin Laith as-Saffar, un hombre de orígenes humildes que se alzó desde unos comienzos modestos como artesano del cobre (saffar) para convertirse en un señor de la guerra. Controló la región de Sistán, conquistando todo el Afganistán, lo que actualmente es Irán oriental y partes de Pakistán. Ya'qub comenzó su campaña como ayyar y con el tiempo consiguió el poder de actuar como un gobernante independiente. Usando su capital (Zaranj) como base para una expansión agresiva hacia el este y el oeste, derrocaron a la dinastía tahírida y se anexionaron Jorasán en 873. Al morir Ya'qub en Jundai Sahpur en 879, había conquistado el valle de Kabul, Sind, Tocaristán, Makrán (Beluchistán), Kermán, Fars, Jorasán y casi llegó a Bagdad pero entonces fue derrotado por las fuerzas del califa abasí en Dair al-Aqul en 876.
El Imperio saffarí no duró mucho después de la muerte de Ya'qub. Su hermano y sucesor Amr bin Laith fue derrotado en una batalla con los samánidas del emir Ismail Samani en 900. Amr bin Laith se vio obligado a entregar la mayor parte de sus territorios a los nuevos gobernantes. Los saffaríes quedaron entonces confinados en su centro de Sistán, viéndose reducidos al papel de vasallos de los samánidas y sus sucesores.

## Gobernantes de la dinastía saffarí
- Ya'qub bin Laith as-Saffar (867-879)
- Amr bin Laith (879-901)
- Tahir I (901-908)
- Laith (908-910)
- Mohammed I de Persia (910-912)
- Amr II (912-913)
- Ahmad I bin Mohammed (922-963)
- Wali-ud-Dawlah (un título) Khalaf I (963-1003)